# AN Ursae Majoris
AN Ursae Majoris ist ein Doppelsternsystem im Sternbild Grosser Bär. Er bildet zusammen mit AM Herculis den Prototyp der sogenannten AM-Herculis-Sterne, die zu den kataklysmischen Veränderlichen gehören. Das System befindet sich in einer Entfernung von etwa 1000 Lichtjahren.